# Ciharashas (Cipeundeuy)
Ciharashas is een bestuurslaag in het regentschap Bandung Barat van de provincie West-Java, Indonesië. Ciharashas telt 6179 inwoners (volkstelling 2010).